# 小伊万诺夫卡农村居民点
小伊万诺夫卡农村居民点（俄语：Малоивановское сельское поселение）是俄罗斯联邦伏尔加格勒州杜博夫卡区所属的一个农村居民点。其下辖有2个居民点，行政中心为小伊万诺夫卡。据2016年统计，该农村居民点的人口为746人。